# Nomă (Egipt)

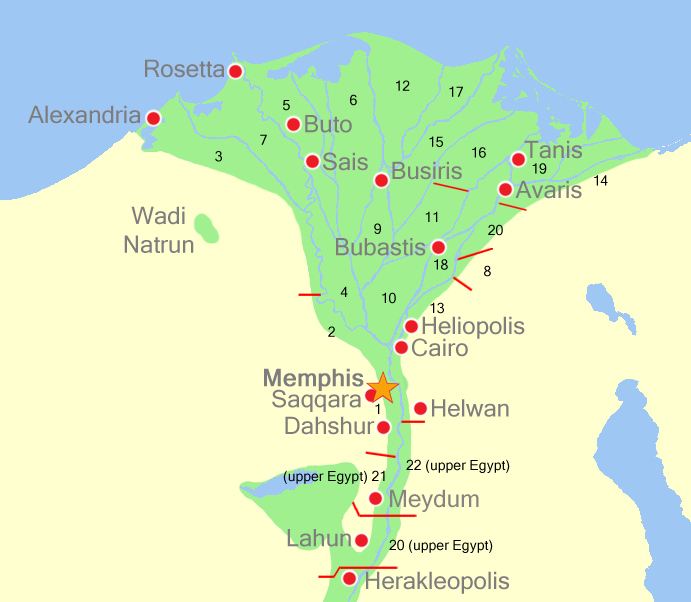
Harta nomelor din Egiptul de Jos

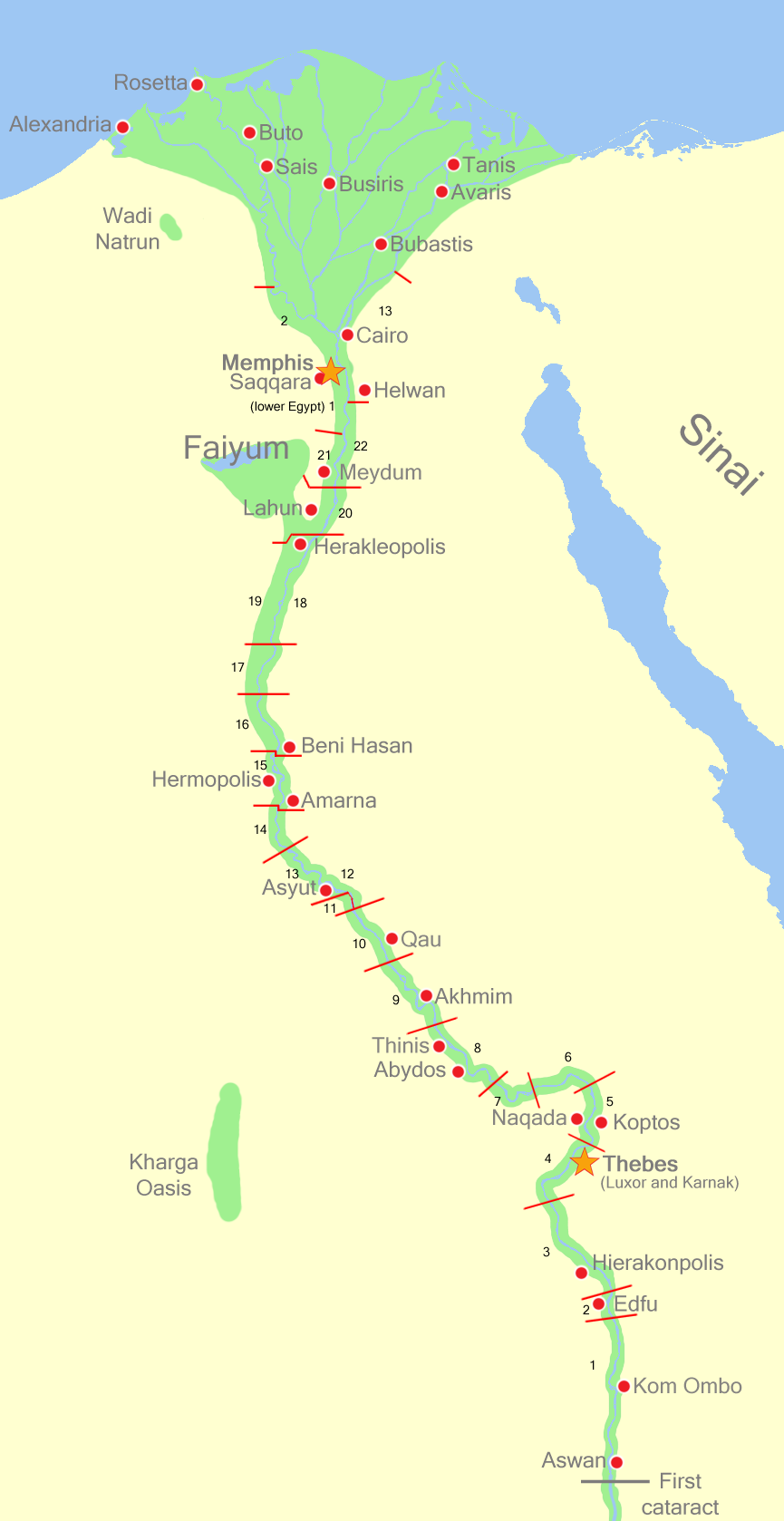
Harta nomelor din Egiptul de Sus

O nomă (/nomə/, plural: nome, de la cuvântul grec antic: νομός, nomós, „district”) era o diviziune teritorială din Egiptul antic.
Fiecare nomă era condusă de un nomarh⁠(d) (în egipteana antică ḥrj tp ꜥꜣ, „Mare Șef”). Numărul de nome s-a schimbat de-a lungul perioadelor istoriei Egiptului Antic.

## Etimologie
Cuvântul francez nome vine de la cel grec antic νομός, nomós, însemnând „district”; de la termenul egiptean antic sepat sau spAt.
Folosirea de azi a termenului grec antic, mai degrabă decât cea a celui egiptean antic, datează de pe vremea regatului Ptolemeic, când folosirea limbii grecești era frecventă în Egipt. Disponibilitatea consemnărilor grecești în Egipt a influențat adoptarea termenilor greci de către istoricii de mai târziu.